# Борозда Исбанир
Борозда Исбанир (англ. Isbanir Fossa) — длинная и узкая впадина (борозда) на поверхности спутника Сатурна — Энцелада. Борозды, как полагают ученые, являются результатом целого ряда геологических процессов, например, разломов или обвалов.

## География и геология
Примерные координаты объекта — 11°18′ с. ш. 358°16′ з. д. / 11,3° с. ш. 358,26° з. д.. Данное образование было обнаружено при анализе снимков переданных такими космическими аппаратами как «Вояджер-1», «Вояджер-2» и «Кассини-Гюйгенс». Они помогли определить, что борозда Исбанир уходит вглубь спутника на 300 метров. Максимальный размер структуры составляет 170 км. Находится она перпендикулярно подобной структуре под названием борозда Дарьябар. К востоку от борозды Исбанир находится 11-километровый кратер Азиз.

## Эпоним
Названа в честь Исбанир — области, фигурирующей в сборнике арабских сказок Тысяча и одна ночь. Исбанир — родина факира Таджа, возможно — одно из названий Ктесифона (древнего города на берегу реки Тигр, близ современного Багдада). Официальное название было утверждено Международным астрономическим союзом в 1982 году.